# Dream Lover (film, 1986)
Pour les articles homonymes, voir Dream Lover.
Pour plus de détails, voir Fiche technique et Distribution.
Dream Lover est un film américain réalisé par Alan J. Pakula, sorti en 1986.

## Synopsis
Kathy, flûtiste, vit seule. Une nuit, alors qu'elle est endormie, un intrus pénètre dans son domicile et tente d'abuser d'elle. Terrorisée, elle l'ébouillante, puis le poignarde. Le calvaire semble bel et bien fini pour la jeune femme. Cependant, elle cauchemarde et revoit la scène de meurtre sous différents angles. Cela devient vite une obsession. Elle fait alors appel à un spécialiste du sommeil qui tente d'analyser son comportement à différents stades du sommeil. Il va découvrir que ses cauchemars deviennent trop dangereux pour elle et pour son entourage s'il ne trouve pas très rapidement une solution à son problème.

## Fiche technique
- Titre : Dream Lover
- Réalisation : Alan J. Pakula
- Scénario : Jon Boorstin
- Production : Jon Boorstin, William C. Gerrity, Alan J. Pakula et Susan Solt
- Musique : Michael Small
- Photographie : Sven Nykvist
- Montage : Angelo Corrao et Trudy Ship
- Décors : George Jenkins
- Costumes : Marit Allen
- Pays d'origine : États-Unis
- Format : Couleurs
- Genre : drame, thriller et fantastique
- Durée : 104 minutes
- Date de sortie :  France : 2 avril 1986

## Distribution
- Kristy McNichol : Kathy Gardner
- Ben Masters (en) : Michael Hansen
- Paul Shenar : Ben Gardner
- Justin Deas : Kevin McCann
- John McMartin : Martin
- Gayle Hunnicutt : Claire
- Joseph Culp : Danny
- Matthew Penn : Billy
- Paul West : Shep
- Matthew Long : Vaughn Capisi
- Jon Polito : Doctor James
- Ellen Parker : Nurse Jennifer
- Lynn Webster : Policewoman

## Distinctions
- Grand prix au Festival international du film fantastique d'Avoriaz 1986